# Savannah Civic Center
Das Savannah Civic Center ist ein Gebäudekomplex bestehend aus vier Haupthallen in Savannah, Georgia.

## Geschichte und Nutzung
Erbaut wurde die Zusammenstellung der Gebäude im Jahr 1974 in Kostenhöhe von acht Millionen US-Dollar. Der Eigentümer sowie Betreiber ist die Stadtverwaltung von Savannah im historischen Stadtareal von Savannah. In dem Zentrum werden Ausstellungen, Konzerte, Auktionen, Theateraufführungen, Balletvorführungen sowie Tagungen und Comedy-Auftritte veranstaltet. Der Gebäudekomplex besteht aus den vier Haupthallen: Civic Center Grand Ballroom (400 Plätze), East and West Promenades (400 Plätze), Johnny Mercer Theatre (2.524 Plätze) und Martin Luther King, Jr. Arena (King–Arena) (9.600 Plätze). Die größte Halle war von 1986 bis 1988 Heimatspielort der Savannah Spirits in der Disziplin Basketball. Die Savannah Rug Ratz, eine Hallenfußballmannschaft waren von 1997 bis 1998 hier heimisch. Seit 2016 ist das Team aus derselben Disziplin, die Savannah Steam, hier zu Hause. Im Jahr 1987 war die Halle ein Austragungsort der Big South Conference 1986/87.
Neben Sportveranstaltungen traten in der Mehrzweckhalle unter anderem Aerosmith, Alice Cooper, Bob Dylan, Bon Jovi, Bonnie Raitt, Brad Paisley, Elton John, Elvis Presley, Eric Clapton, Guns N’ Roses, Jonas Brothers, Kiss, Lynyrd Skynyrd, Metallica, Prince, REO Speedwagon, Taylor Swift, The Beach Boys, Van Halen, Vince Gill und ZZ Top auf.